# Aeroflot-Flug 2306
Am 2. Juli 1986 musste eine Tupolew Tu-134 auf dem zweiten Abschnitt des innersowjetischen Linienfluges Aeroflot-Flug 2306 von Workuta über Syktywkar nach Moskau im Gelände notlanden, nachdem ein Feuer ausgebrochen war, wobei 54 der 92 Insassen starben.

## Flugzeug und Besatzung
Das Flugzeug war eine etwa 8 Jahre alte zweistrahlige Tupolew Tu-134A (Luftfahrzeugkennzeichen CCCP-65120, Werknummer 60482), die ab dem 24. Juni 1978 bis zum Unfall 13.988 Flugstunden und 7989 Flugzyklen absolviert hatte.
Die Besatzung bestand aus Flugkapitän Wladimir Fjodorowitsch Dubrowskij, dem Ersten Offizier Dmitri Denisowitsch Kuleschow, dem Flugingenieur Sadyrbek Imanaljewitsch Schamyrkanow, dem Navigator Alexander Jakowlewitsch Dmitrijew und den Flugbegleitern E.E. Kasakow und V. Kutschajewa.

## Verlauf
Nach einem Flug ohne Verspätung landete die Tu-134 in Syktywkar. Dort stiegen fünf Passagiere zu, darunter zwei bulgarische Staatsbürger, die in ihrem Handgepäck Kettensägen in Einzelteilen mitführten. Insgesamt befanden sich nun 86 Passagiere an Bord, darunter 19 Kinder. Nach einer Standzeit von 48 Minuten hob die Tu-134 um 09:55 Uhr Moskauer Zeit ab. Während des Steigflugs wurde um 10:07 Uhr auf einer Höhe von 5.600 m der Rauchmelder für den hinteren Frachtraum ausgelöst; das Flugzeug war ca. 90–95 km vom Flughafen entfernt. Kapitän Dubrowski schickte darauf Flugingenieur Schamyrkanow los, welcher diesem über Rauch berichtete. Um 10:09:30 Uhr verließ der Kapitän seinen Platz und ging mit dem Flugingenieur zum Frachtraum, obwohl er eigentlich laut Handbuch sofort die Flugverkehrskontrolle informieren, das Notfallsignal senden und einen Notsinkflug einleiten sollte. Hinten angekommen sah er dann auf einem Gepäckstück eine Flamme und den entstandenen Rauch. Um 10:10:46 Uhr betrat Dubrowski das Cockpit wieder und schickte den Ersten Offizier Kuleschow und einen Flugbegleiter zur Brandbekämpfung.
Aufgrund des vorschriftswidrigen Verhaltens stieg die Tu-134 auf 6.700 m und war weitere 45–50 km, insgesamt 140 km, vom Flughafen in Syktywkar entfernt, als der Kapitän um 10:10:46 Uhr den Notsinkflug einleitete, bei dem das Fahrwerk ausgefahren wurde, und die Maschine bis auf 1.000 m sank. 4 Minuten nach dem Rauchalarm meldete der Kapitän um 10:11:11 Uhr dem Fluglotsen das Feuer. Auf 5.300 m wurde das Fahrwerk eingefahren, während die Passagierkabine sich mit Rauch füllte, was dadurch verschlechtert wurde, dass die Piloten nicht wie laut Vorschrift auf 4.000 m den Kabinendruck senkten und vorschriftswidrig die Triebwerke auf Leerlauf drosselten, weswegen die Entlüftung nicht die volle Leistung erbrachte.
Aufgrund des vielen Rauches und der hohen Temperatur schafften es Kuleschow und Schamyrkanow nicht, zum Brandherd vorzudringen, zumal sie weder Rauchmaske noch Sauerstofftank trugen, und entleerten willkürlich 2 Feuerlöscher; 5 Minuten nach dem Rauchalarm. Beide kehrten ins Cockpit zurück und meldeten Dubrowskij, der auf 1.000 m flog, dass das Feuer nicht gelöscht wurde.
Daraufhin entschied sich der Kapitän um 10:18 Uhr, im Gelände notzulanden und informierte den Fluglotsen. Daraufhin fuhren die Piloten das Fahrwerk auf 1.200 m erneut aus und sanken auf 300 m, wodurch ein Sichtflug möglich war. Aufgrund der geringen Höhe brachen Radar- und Funkkontakt zunächst ab, was über ein anderes Flugzeug überbrückt wurde. Der Rauch führte mittlerweile zu Husten und Nasenbluten bei den Passagieren, einige verloren das Bewusstsein; die Entlüftung war trotzdem nicht auf die höchste Stufe gestellt.
Die Piloten änderten daraufhin den Kurs von 300° (Nordwesten) auf 100° (Osten) und versuchten erfolglos in der bewaldeten Landschaft, bedingt durch die geringe Flughöhe, einen geeigneten Landeplatz zu finden. Die Landeklappen wurden ausgefahren und das Höhenleitwerk auf Landeposition getrimmt.
Um 10:27:10 Uhr, 20 Minuten nach dem Rauchalarm, setzte das Flugzeug im Wald auf, dessen Bäume 23–25 m hoch waren, ohne dass die Kabine vorbereitet war, und kam 340 m weiter zum Stehen, nachdem es zerbrach, wobei ein Bodenbrand ausbrach. Die vordere Einstiegstür war verklemmt. Die Passagiere stiegen stattdessen aus eigener Kraft durch die Klappe für den vorderen Gepäckraum und die Cockpitfenster, während Kapitän, Erster Offizier und der Flugingenieur durch einen Flugbegleiter rausgetragen wurden. Nachdem um 10:12 Uhr das Notsignal ausgelöst wurde, wurden Such- und Rettungsmannschaften um 10:26 Uhr über die bevorstehende Landung im Wald informiert, welche um 13:35 Uhr den Unfallort fanden.
Insgesamt starben 54 Insassen; 52 Passagiere, einige von ihnen laut Obduktion an Rauchgasvergiftung, der lebend aus dem Flugzeug geborgene Flugingenieur Schamyrkanow und Navigator Dmitrijew, der bei der Landung vorschriftswidrig an seinem Arbeitssitz saß und beim Aufprall getötet wurde.

## Ermittlungen
Am Unfalltag wurde die Fracht in den hinteren Frachtraum verladen. Die Überprüfung von Handgepäck und Fracht war laut Vorschrift, die ab dem 11. März 1981 galt, nicht Pflicht, weswegen eigentlich gefährliche Frachtgüter und andere verbotene Substanzen trotzdem an Bord geladen werden konnten. In Workuta wurde die Fracht auch nicht überprüft. Es konnte aufgrund der Zerstörung auch nicht ermittelt werden, was den Brand ausgelöst hatte. Möglicherweise befand sich eine selbstentzündliche Flüssigkeit an Bord, die auf den Boden tropfte oder es gab eine entflammbare Flüssigkeit, die durch einen Defekt in der Verkabelung Feuer fing.
Die Besatzung verstieß unabhängig davon gegen mehrere Vorschriften, darunter der verspätete Notsinkflug, das Nichttragen von Rauchmasken oder das Benutzen von nur 2 statt aller 4 Feuerlöscher oder das Nichtschalten der Entlüftungsanlage auf Maximum. Untersuchungen zeigten jedoch, dass dies keine großen Auswirkungen auf den Ausgang hatte, zumal der Frachtraum als nichtfeuergefährdet eingestuft war und deswegen keine eigene Löschvorrichtung hatte. Nach Ansicht einiger Ermittler ist ein Kabelbrand oder ein Austreten von Hydraulikflüssigkeit als Brandursache auszuschließen; sie vermuteten, dass in Syktywkar ein Passagier entsprechendes Frachtgut verladen hatte, welches wie die gesamte Fracht nicht überprüft wurde.